# إيفور سالتر
إيفور سالتر (بالإنجليزية: Ivor Salter)‏ هو ممثل بريطاني (وحمل سابقاً جنسية المملكة المتحدة لبريطانيا العظمى وأيرلندا)، ولد في 22 أغسطس 1925 في المملكة المتحدة، وتوفي بنفس المكان في 21 يونيو 1991.

## وصلات خارجية
- إيفور سالتر على موقع IMDb (الإنجليزية)
- إيفور سالتر على موقع قاعدة بيانات الفيلم (الإنجليزية)